# Taking One for the Team
Taking One for the Team ist das fünfte Studioalbum der kanadischen Pop-Rock-Band Simple Plan. Es erschien am 19. Februar 2016 bei Atlantic und ist im Anschluss an Get Your Heart On! nach fünf Jahren das erste Studioalbum der Band.

## Singleauskopplungen
- Die erste Single von dem Album war I Don’t Wanna Go to Bed, und erschien am 16. Oktober 2015.[1]

- Die zweite Single Opinion Overload erschien am 5. Februar 2016 und somit zwei Wochen vor der Veröffentlichung des Albums. Zu der Single wurde ebenfalls ein Musikvideo veröffentlicht.[2]

## Titelliste
| #   | Titel                                  | Länge |
| --- | -------------------------------------- | ----- |
| 1.  | Opinion Overload                       | 3:19  |
| 2.  | Boom!                                  | 3:10  |
| 3.  | Kiss Me Like Nobody’s Watching         | 3:22  |
| 4.  | Farewell (feat. Jordan Pundik)         | 3:21  |
| 5.  | Singing in the Rain (feat. R. City)    | 3:42  |
| 6.  | Everything Sucks                       | 3:31  |
| 7.  | I Refuse                               | 3:18  |
| 8.  | I Don’t Wanna Go to Bed (feat. Nelly)  | 3:08  |
| 9.  | Nostalgic                              | 3:06  |
| 10. | Perfectly Perfect                      | 3:07  |
| 11. | I Don’t Wanna Be Sad                   | 3:13  |
| 12. | P.S. I Hate You                        | 3:03  |
| 13. | Problem Child                          | 3:41  |
| 14. | I Dream About You (feat. Juliet Simms) | 4:11  |

## Rezeption
Die Kritiken zu dem Album fallen eher negativ aus. So bezeichnet beispielsweise Markus Brandstetter auf laut.de das Album abschließend als pubertär.
Auf plattentests.de beschreibt Marcel Menne die Lieder des Albums als inhaltslos und deren Strukturen als kurzweilig und allereinfachst. Weiterhin ließe sich darin keine Entwicklung der Band erkennen. Das Album wurde dort mit 3 von 10 möglichen Punkten bewertet.